# Dordura tincta
Dordura tincta är en fjärilsart som beskrevs av George Francis Hampson 1893. Dordura tincta ingår i släktet Dordura och familjen nattflyn. Inga underarter finns listade i Catalogue of Life.